# Hypericum sampsonii
Hypericum sampsonii, és una espècie de planta amb flor de la família de l'herba de Sant Joan (	Hypericum perforatum), les hipericàcies. Es troba a la República Popular de la Xina, Taiwan, el Japó, Myanmar i el Vietnam. És una de les dues espècies del gènere Hypericum en la secció Hypericum sect. Sampsonia.
Noms sinòmis són:
- Hypericum electrocarpum Maxim.
- Hypericum esquirolii H.Lév.
- Hypericum oshimaense R.Keller

## Descripció
Hypericum sampsonii és una herba perenne amb alçada de 20–80 cm amb fulles perfoliades. Les fulles són grosses i fràgils i són lanceolades a oblanceolades, de 2–8 cm de llargues i de 0,7–3,5 mm d'ample, amb parts inferiors pàlides i amb punts glandulars d'un pàlid dens o negres. El capítol amb part superior plana té entre 20 i 40 flors, cada flor de 6–15 mm de diàmetre amb 5 pètals d'un groc brillant. Cada pètal mesura 4–13 mm de llarg i 1,4–7 mm a través amb taques o punts glandulars pàlids sobre la superfície i glàndules negres al llarg de les vores. Cada flor té 30–42 estams, 3 estils i càpsules de 3 parts. Les càpsules entre ovoides i piramidals arriben a mesurar 9 mm de llargària i 5 mm d'ample amb glàndules vessiculars de color ambre repartides per les valves. Les llavors de marró taronja mesures aproximadament 1 mm de llarg. Hypericum sampsonii floreix entre maig i juliol i dona fruits entre juny i octubre.

## Taxonomia
H. sampsonii fou descrita el 1865 per Henry Fletcher Hance en el Journal of Botany, British and Foreign. El nom ve del col·leccionista d'aquestes, "T. Sampson", qui col·leccionà espècimens el juny de 1865 junt als marges dels rius "subjectes a inundacions" prop de "Lukpo, a 100 milles de l'oest de Canton" a la Xina meridional. Les espècies foren descrites com rares en aquella localització.
Diversos autors situaren aquesta espècie en la secció Hypericum sect. Drosocarpium, malgrat que ara està segregada en la H. sect.Sampsonia, junt al Hypericum assamicum, basant-se en la combinació de parells de fulles perfoliades i valves capsulars vesiculars-glandulars.

## Distribució i habitat
Hypericum sampsonii es troba a la República Popular de la Xina, Taiwan, al Japó meridional, a l'est de Myanmar i al Vietnam septentrional. A la República Popular de la Xina, és trobada a Anhui, Fujian, Guangdong, Guangxi, Guizhou, Henan, Hubei, Hunan, Jiangsu, Jiangxi, Shaanxi i Sichuan. Apareix en matorrals, a les àrees amb molta brossa i riberenques, i llocs alterats com cunetes i vores cultivades, a 100–1700 m sobre el nivell del mar.

## Química
Hypericum sampsonii ha sigut estudiada pels seus usos potencials en la medicina, incloent el tractament d'"hematèmesis, enteritis, hemorràgia traumàtica, inflamacions i càncer". Conté acilfloroglucinols poliprenilats policíclics incloent norsampsó.